# Holothuria impatiens
Holothuria impatiens är en sjögurkeart som först beskrevs av Forskaal 1775.  Holothuria impatiens ingår i släktet Holothuria och familjen Holothuriidae. Inga underarter finns listade i Catalogue of Life.

## Bildgalleri

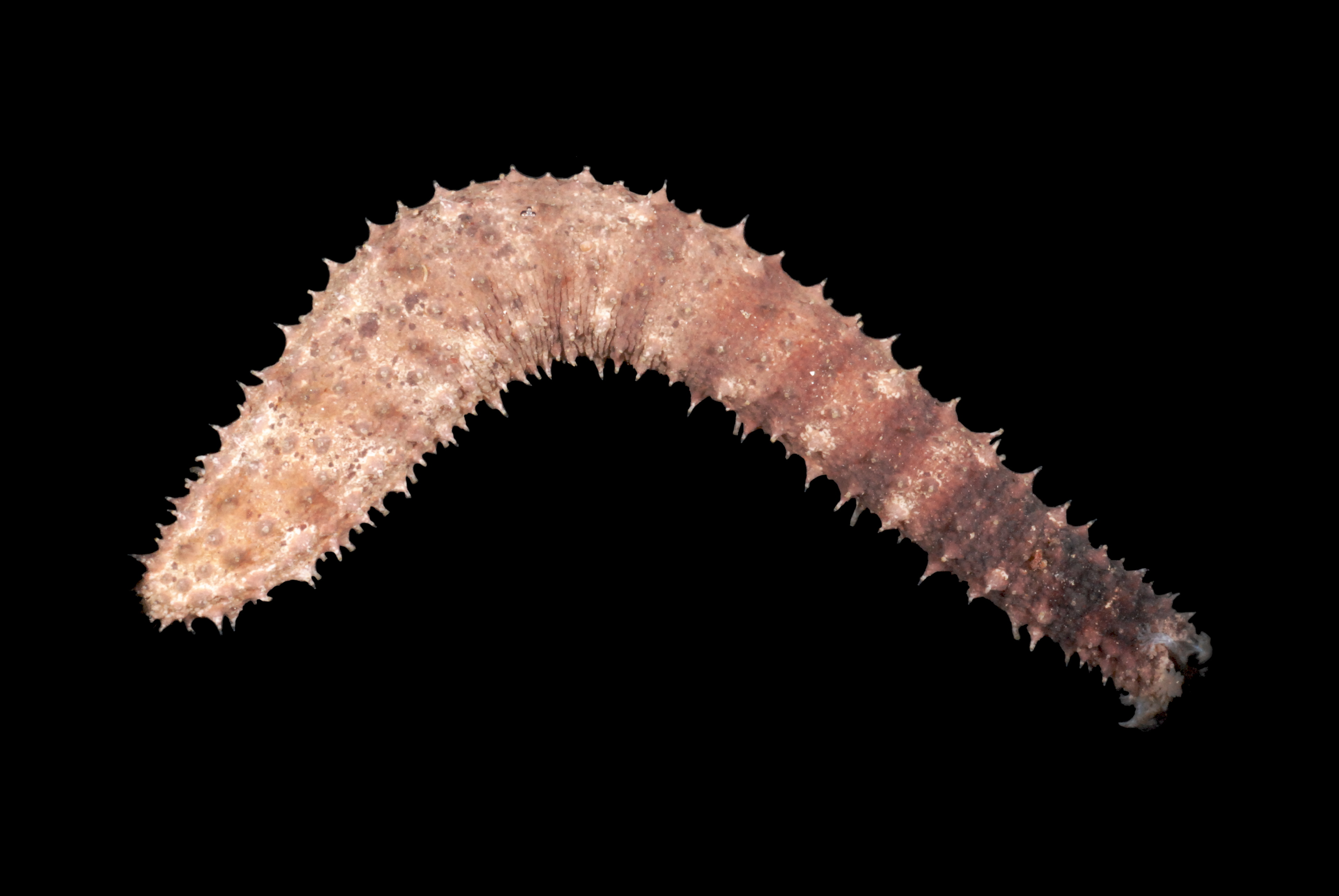
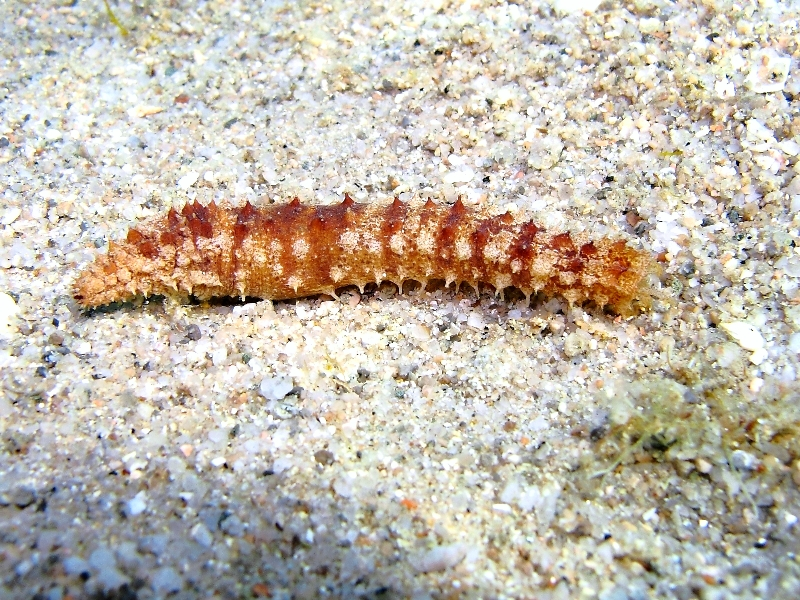
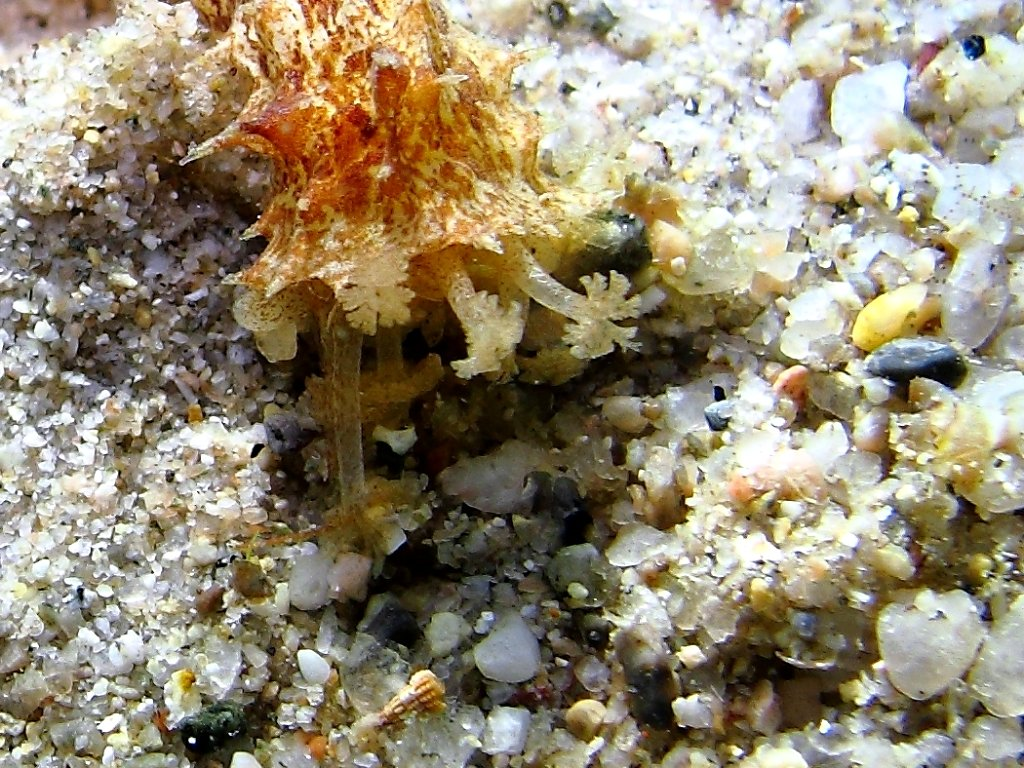
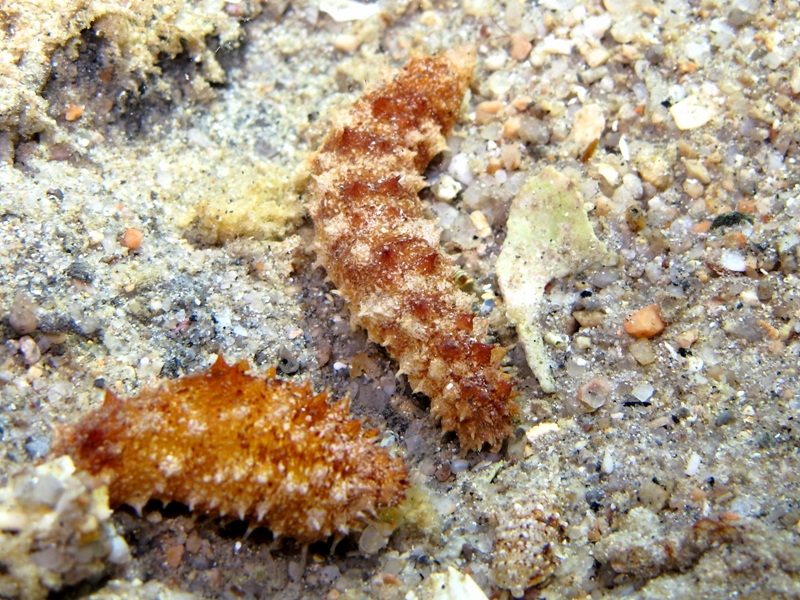
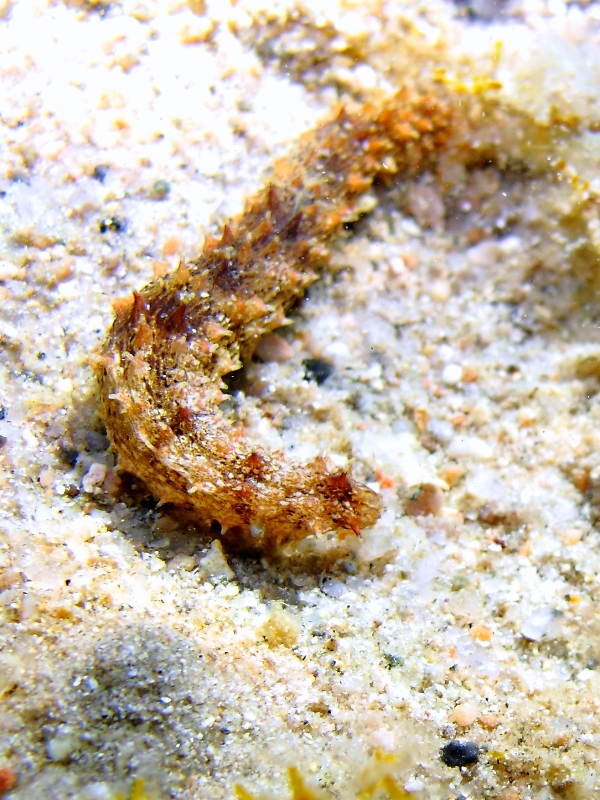